# Colysis saxicola
Colysis saxicola là một loài dương xỉ trong họ Polypodiaceae. Loài này được H.G. Zhou & Hua Li mô tả khoa học đầu tiên năm 1993.
Danh pháp khoa học của loài này chưa được làm sáng tỏ. 